# بزرگ‌پنجگان (پستانداران)
بزرگ‌پنجگان (نام علمی: Megalonychidae) نام یک تیره از زیرراسته تنبل است.